# Poilly-sur-Serein
Poilly-sur-Serein is een gemeente in het Franse departement Yonne (regio Bourgogne-Franche-Comté) en telt 271 inwoners (2004). De plaats maakt deel uit van het arrondissement Avallon.

## Geografie
De oppervlakte van Poilly-sur-Serein bedraagt 21,4 km², de bevolkingsdichtheid is 12,7 inwoners per km².
De onderstaande kaart toont de ligging van Poilly-sur-Serein met de belangrijkste infrastructuur en aangrenzende gemeenten.

## Demografie
Onderstaande figuur toont het verloop van het inwonertal (bron: INSEE-tellingen).